# IK Frej
El IK Frej es un club de fútbol sueco del municipio de Täby, Estocolmo. Actualmente juega en la Division 3, quinta división del fútbol de Suecia y sus partidos de local los juega en el estadio Vikingavallen en Täby.

## Historia
Fue fundado el 5 de febrero de 1968 por Åke Berghagen y sus amigos. Debe su nombre al dios nórdico Frey y en su escudo lleva el rostro de un vikingo con su característico casco con cuernos. Actualmente cuenta con más de 1,200 miembros, la mayoría de ellos activos en la sección del fútbol. Aproximadamente el 50% de los jóvenes de Täby de entre 7 y 17 años son miembros del club.
En 2021 debido a problemas financieros decidieron retirarse de la Division 1 y se integraron a la Division 4.